# Авела (Пенсилванија)
Авела (енгл. Avella) насељено је место без административног статуса у америчкој савезној држави Пенсилванија.

## Демографија
По попису из 2010. године број становника је 804.
| Група             | 2000.    | 2010.       |
| Белци             | 0 (0,0%) | 769 (95,6%) |
| Афроамериканци    | 0 (0,0%) | 15 (1,9%)   |
| Азијати           | 0 (0,0%) | 1 (0,1%)    |
| Хиспаноамериканци | 0 (0,0%) | 8 (1,0%)    |
| Укупно            | 0        | 804         |